# Calanus agulhensis
Calanus agulhensis is een eenoogkreeftjessoort uit de familie van de Calanidae. De wetenschappelijke naam van de soort is voor het eerst geldig gepubliceerd in 1991 door De Decker, Kaczmaruk & Marska.